# Pegoplata aestivaeformis
Pegoplata aestivaeformis är en tvåvingeart som beskrevs av Masayoshi Suwa 1977. Pegoplata aestivaeformis ingår i släktet Pegoplata och familjen blomsterflugor.
Artens utbredningsområde är Nepal. Inga underarter finns listade i Catalogue of Life.